# Ziegenburghöhlen
Die Ziegenburghöhlen sind drei nah benachbarte Höhlen im Wuppertaler Stadtgebiet.

## Lage und Beschreibung
Die Ziegenburghöhle I, Ziegenburghöhle II und Ziegenburghöhle III liegen am westlichen Fuß des Hardtberges im Wuppertaler Stadtteil Elberfeld. Im Hardtberg sind auch die Hardthöhlen (die obere, untere und die unterste Hardhöhle) zu finden, dieses Höhlensystem ist das größte im Rheinland. Der Aufschluss, in dem sich die Eingänge zu den Ziegenburghöhlen befinden, liegt an der Einmündung der Hardtstraße von der Straße Neuenteich. Die Hardtstraße knickt hier unmittelbar an der Einmündung nach Süden ab und führt in einer Steigung den Hardtberg hoch. Namensgebend ist der ehemals benachbarte Wohnplatz Ziegenburg, wonach 1874 eine Ziegenburgstraße benannt ist. Ab 1901 trägt diese Straße, die oberhalb des Hanges am Aufschluss liegt, den Namen Ziegenburg. Dieser Aufschluss ist dort, wo der Kalkstein des ca. 385 Millionen Jahre alten Riffes des Hardtberges direkt aufgeschlossen ist. Direkt oberhalb der Ziegenburghöhle I befindet sich eine Sandsteinschicht.
Die Ziegenburghöhle I enthält einen Hauptgang, der in östlicher Richtung sich fortsetzt. Von diesem gehen drei Gänge nach Süden ab. Die gesamte Länge wurde mit 70 m bemessen. Bei einem Versturz, vermutlich an einer Störung, konnte die Erkundung nicht fortgesetzt werden. Im Anschluss wurde die Ziegenburghöhle II erkundet, hier machte vor allem die starke Verlehmung Schwierigkeiten. Zuerst lag die erkundete Länge bei 8 m, später wurde sie bis auf 10 m erkundet. Die Ziegenburghöhle III wurde Anfang Januar 2016 bis auf 7 m und im Juli bis 18 m erkundet.
Die Höhlen haben eine Bewetterung, stehen aber nicht in Verbindung untereinander.

## Galerie

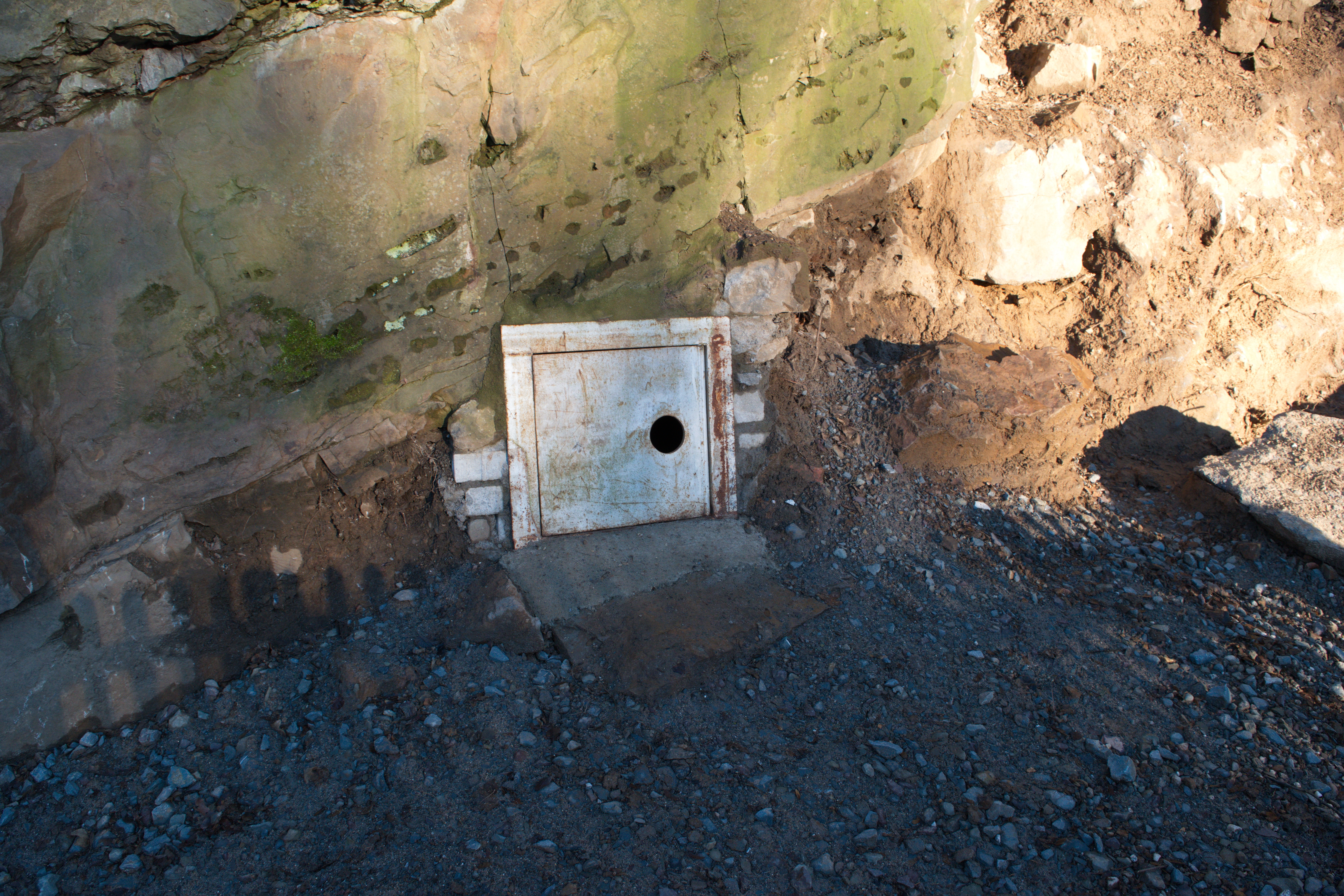
Ziegenburghöhle I
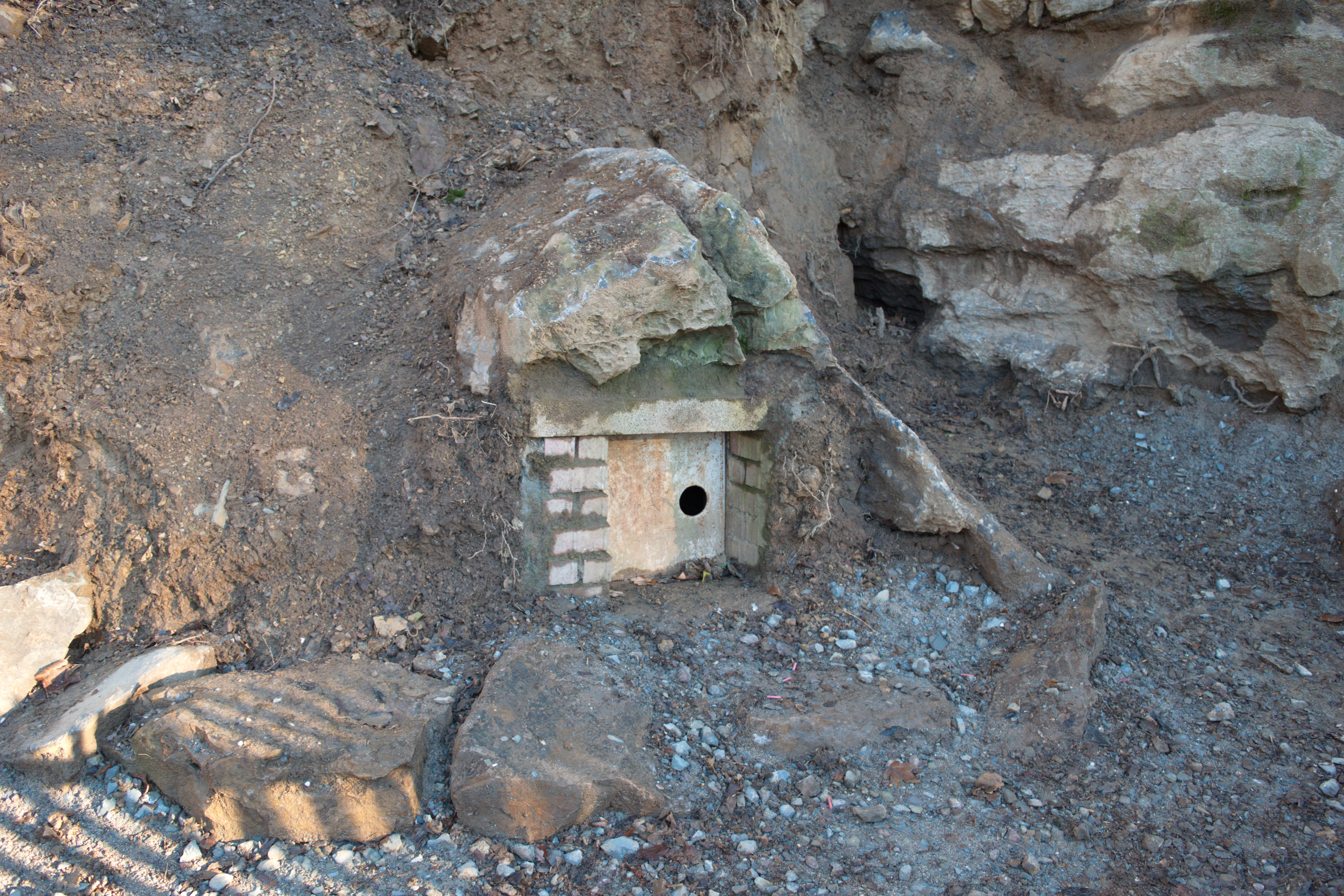
Ziegenburghöhle II
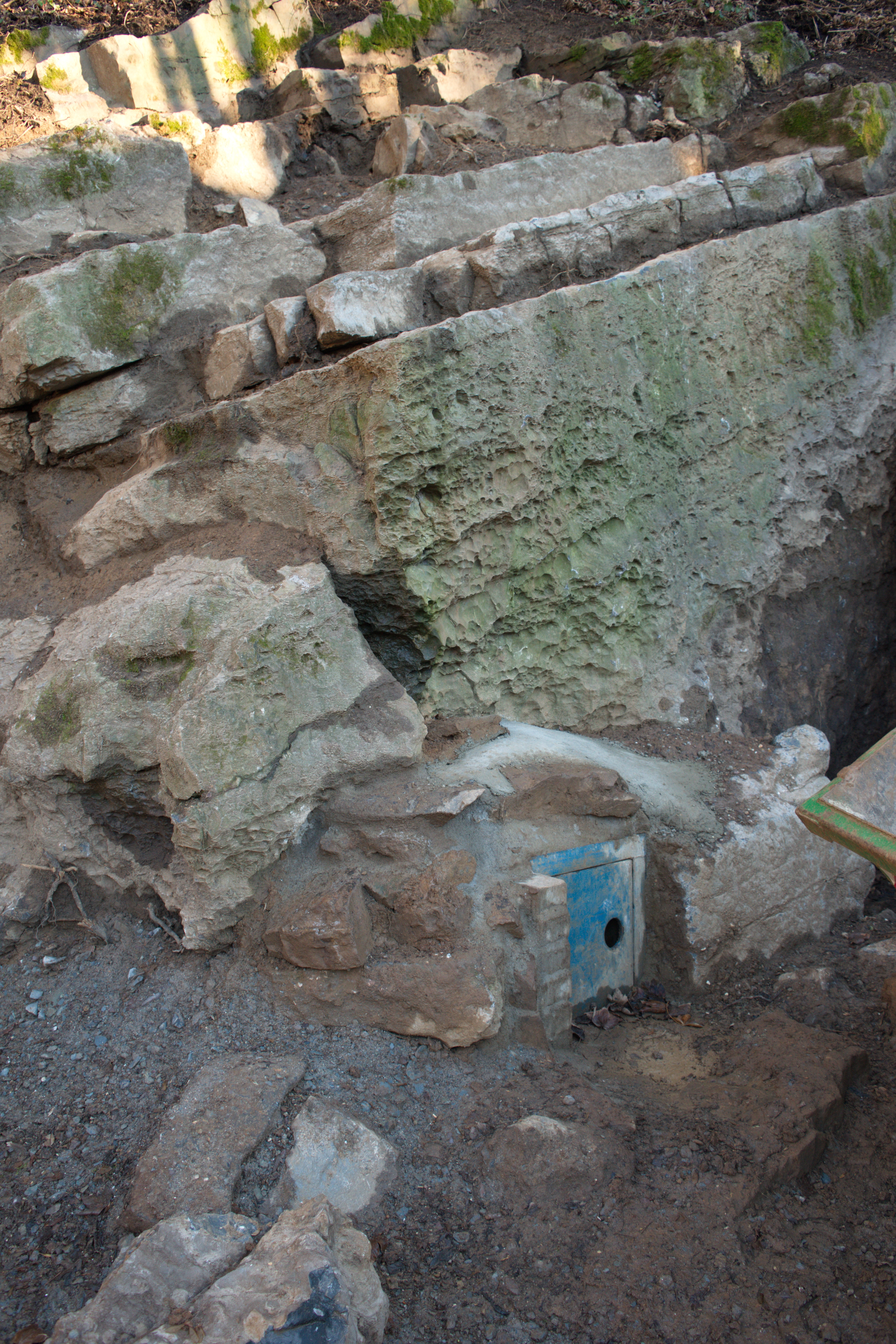
Ziegenburghöhle III

## Geschichte
Der Arbeitskreis Kluterthöhle e. V. (AKKH) nahm im September 2015 erste Grabungen vor und entdeckte dabei die erste Höhle, die Ziegenburghöhle I. Im Anschluss wurden die Ziegenburghöhle II und Ziegenburghöhle III erkundet und wurde gegen unbefugtes Betreten gesichert. Die Erkundungen wurden das ganze Jahr 2016 fortgeführt und das an den AKKH verpachtete Gelände mit dem Geotop mit einem Holzzaun gesichert.